# Handbücher der Musiklehre
Handbücher der Musiklehre ist ein deutschsprachiges musikpädagogisches Sammelwerk, das „auf Anregung des Musikpädagogischen Verbandes zum Gebrauch an Musiklehrer-Seminaren und für den Privatunterricht“ bestimmt war und von Xaver Scharwenka (1850–1924) in Berlin herausgegeben wurde (siehe auch Klindworth-Scharwenka-Konservatorium). Führende Fachvertreter der Zeit haben an ihm mitgewirkt. Es erschien im Verlag Breitkopf & Härtel in Leipzig. Die Reihe erschien seit 1907 und wurde nach dem Ersten Weltkrieg bis in die späten 1930er Jahre fortgesetzt. In der Reihe sind einige Standardwerke der Musikpädagogik enthalten, die teils in höheren Auflagen erschienen, zum Beispiel von Xaver Scharwenka (Methodik des Klavierspiels), Hugo Riemann (Kleines Handbuch der Musikgeschichte), Hugo Leichtentritt (Musikalische Formenlehre),  Kurt Thomas (Lehrbuch der Chorleitung).
In seiner den vorangestellten Bänden Vorbemerkung zu den Handbüchern der Musiklehre (Berlin, im September 1907) schrieb Xaver Scharwenka (Anfang):

„Die Anregung zur Entstehung des vorliegenden Sammelwerkes kam aus dem Schoße des Musikpädagogischen Verbandes, dessen Ziel es ja ist, den Musiklehrerstand nach innen und außen hin zu befestigen und zu heben. Der erste Schritt auf dem Wege zu diesem Ziele war bekanntlich die Einführung von Prüfungen für Musiklehrer-Kandidaten und die Festlegung der Anforderungen, die an die Examinanden zu stellen sind. Das letztere ist, soweit möglich, in der Prüfungsordnung geschehen. Da aber die Aspiranten für den Musiklehrerberuf sich die erforderlichen Kenntnisse in den verschiedensten Lehranstalten und in vielen Fällen hei Privatlehrern zu erwerben trachten, stellte sich als natürliche Folge der Wunsch ein, in einer Sammlung von Leitfäden eine Richtschnur für den Erwerb der verlangten Kenntnisse und Fähigkeiten zu geben. Es gibt nun zwar der musikalischen Lehrbücher aller Art mehr als genug, und manche von ihnen können gewiß mit großem Nutzen zur Vorbereitung auf das Musiklehrerexamen berücksichtigt werden. Aber diese Lehrbücher sind recht ungleichartig, für diesen bestimmten pädagogischen Zweck geht das eine zu sehr ins Breite, während das andere vielleicht zu skizzenhaft bleibt, und wiederum ein anderes zu stark für den einseitig-persönlichen Standpunkt seines Verfassers eintritt. Kurzum es fehlt an einer vollständigen Sammlung von solchen Leitfäden, die, vom gleichen pädagogischen Standpunkt aus verfaßt, dem Lehrer eine zweckmäßige Stoffauswahl darbieten und dem Schüler als Ergänzung des mündlichen Unterrichts, nötigenfalls aber auch als Mittel zum Selbstunterricht dienen sollen. […]“

## Bände
- 1. Christoph Below: Leitfaden der Pädagogik, enthaltend Psychologie und Logik, Erziehungslehre, allgemeine Unterrichtslehre. 1. Aufl. 1907, X+117 S.; 2. unveränderte Aufl. 1912; 3. wenig veränd. Aufl. 1917; 4.–6. Aufl. (Nachdr.) 1921; 7. Aufl. (Nachdr.) 1934
- 2. Hugo Riemann: Kleines Handbuch der Musikgeschichte mit Periodisierung nach Stilprinzipien und Formen. 1. Auflg. 1908, XI+292 S.; 2. durchges. Aufl. 1914, XI+295 S.; 3. durchges. Aufl. 1919; 4.–5. durchges. Aufl. 1922, XII+295 S.; 6. Aufl. (Nachdr.) 1932 Digitalisat (Auflage 1908)
- 3. Xaver Scharwenka: Methodik des Klavierspiels. 1. Auflg. 1907, VI+149 S., 2 ungezählte Blätter; 3. durchges. Aufl. 1919; 4.–6. Aufl. 1922 Digitalisat (Auflage 1907)
  - Richard J. Eichberg: Ergänzungen zu Xaver Scharwenkas „Methodik des Klavierspiels“. 1914, 20 S.
- 4. Carl Mengewein: Die Ausbildung des musikalischen Gehörs, ein Lehrbuch in drei Teilen für Konservatorien, Musik-Seminare sowie für den Einzelunterricht. Teil 1, IX+66 S. 1908 [Mehr nicht erschienen. Siehe Bd. 6]
- 5. Max Grünberg: Methodik des Violinspiels. 1. Auflg. 1910, 111 S.; 2., veränd. Aufl. 1926
- 6. Alois Gusinde: Übungsschule für musikalische Gehörbildung. 1. Auflg. 1911, XXI+227 S. Digitalisat
- 7. Karl Ludolf Schaefer: Einführung in die Musikwissenschaft auf physikalischer, physiologischer und psychologischer Grundlage. 1. Auflg. 1915, VII+165 S.
- 8. Hugo Leichtentritt: Musikalische Formenlehre. 1. Auflg. 1911, VI+238 S.; 2. durchges. Aufl. 1920, XIII+390 S., Anhang VII+154 S.; 3. beträchtl. erw. Aufl. 1927, XVI+464 S.; 11. Auflg. (Nachdr.) 1979
- 9. Justus Hermann Wetzel: Elementartheorie der Musik. 1. Auflg. 1911, XV+211 S.
- 10. Max Grünberg: Führer durch die Literatur der Streichinstrumente (Violine, Viola, Violoncello). 1. Auflg. 1913, XII+218 S.
- 11. Richard J. Eichberg: Pädagogik für Musiklehrer. 1. Auflg. 1914 VIII+34 S.; 2. unveränd. Aufl. 1929
- 12. Otto Kracke: Akkordlehre und Modulation. Anleitung zum selbständigen Aufbau und zur Ausschmückung musikalischer Gedanken im vierstimmigen Satz. 1. Auflg. 1914, XIII+227 S.
- 13. Eugen Schmitz: Musikästhetik. 1. Auflg. 1915, XVI+217 S.; 2. unveränd. Aufl. 1925
- 14. Kurt Thomas: Lehrbuch der Chorleitung [I]. 1. Auflg. 1935, VIII+128 S.; 2. erg. Aufl. 1936, VIII+140 S.; 3. verb., erw. Aufl. 1937, VIII+142 S.; 4. verb., erw. Aufl. 1939, VIII+146 S.
- 15. Karl Matthaei: Vom Orgelspiel. Eine kurzgefasste Würdigung der künstlerisch orgelgemäßen Interpretationsweise und ihrer klanglichen Ausdrucksmittel. 1. Auflg. 1936, VII+VIII Bl.+274 S.
- 16. Kurt Thomas: Lehrbuch der Chorleitung II.  1. Auflg. 1937, 121 S.; 2. Aufl. 1940; 4. Aufl. 1949
- 17. Carl Adolf Martienssen: Die Methodik des individuellen Klavierunterrichts. 1. Auflg. 1937, 90 S.